# David Schwimmer
David Lawrence Schwimmer (New York, 2 novembre 1966) è un attore, regista e produttore cinematografico statunitense, famoso per aver interpretato il ruolo di Ross Geller nella serie televisiva Friends, del capitano Herbert Sobel in Band of Brothers - Fratelli al fronte e di Tom Thompson in Tre amici, un matrimonio e un funerale.

## Biografia

### Infanzia
Schwimmer è nato a New York (nel quartiere di Astoria, facente parte del distretto di Queens) in una famiglia ebraica composta da Arthur Schwimmer e Arlene Colmann, entrambi avvocati, ma crebbe a Los Angeles, dove frequentò la Beverly Hills High School. Si spostò poi nell'Illinois per frequentare la Northwestern University. Ha una sorella più grande di un anno di nome Ellie. Nel 1988, insieme ad altri sette laureati della stessa università, cofondò la Chicago's Lookingglass Theatre Company.

### Friends
Schwimmer è conosciuto soprattutto per il suo ruolo come Ross Geller nella sitcom Friends, che gli ha anche fruttato una nomination agli Emmy Awards come "Miglior attore non protagonista in una serie di genere commedia" nel 1995: fu anche il primo membro del cast di Friends a ricevere questa nomination. Oltre a recitare, ha spesso anche diretto degli episodi della serie dalla sesta stagione in poi. Ha inoltre diretto 2 episodi dello spin-off di Friends, Joey, con protagonista Matt LeBlanc.
Nell'episodio di Friends "Ross e Russ", il personaggio di Russ, che somigliava in maniera impressionante a Ross, fu interpretato dallo stesso Schwimmer, anche se nei titoli di coda l'interprete fu indicato come "Snaro", i produttori hanno spesso scherzato al riguardo in passato, dicendo che Russ era stato interpretato da un famoso attore croato di nome Snaro, ma Schwimmer ha confermato che il nome Snaro fosse solo un tributo ad un suo amico.

### Altri lavori
Schwimmer fece il suo debutto teatrale al West End nel 2005 nell'opera di Neil LaBute Some Girl(s) al Gielgud Theatre di Londra. Interpretò inoltre se stesso nella quarta stagione di Curb Your Enthusiasm. Nel 2006 ha recitato a Broadway in The Caine Mutiny Court-Martial al fianco di Tim Daly e Željko Ivanek, per la regia di Jerry Zaks, quattro volte vincitore del Tony Award. Ha doppiato la giraffa Melman nel film d'animazione Madagascar e nei seguiti Madagascar 2 e Madagascar 3 - Ricercati in Europa. Nel 2016 interpreta Robert Kardashian nella serie tv American Crime Story, incentrata sul caso O. J. Simpson. Nel 2025 approda nel cast della seconda stagione di Piccoli brividi interpretando il botanico Anthony Brewer. 

## Vita privata
Nei primi anni 2000 Schwimmer ha avuto relazioni con la cantante australiana Natalie Imbruglia, l'attrice israeliana Mili Avital (terminata nel novembre 2001) e l'attrice statunitense Rochelle Ovitt. Nel 2007 inizia una relazione con la fotografa britannica Zoe Buckman, con cui si sposa nel giugno 2010: l'8 maggio 2011 nasce la loro figlia Cleo; nel 2017 la coppia ha annunciato la separazione.

## Filmografia

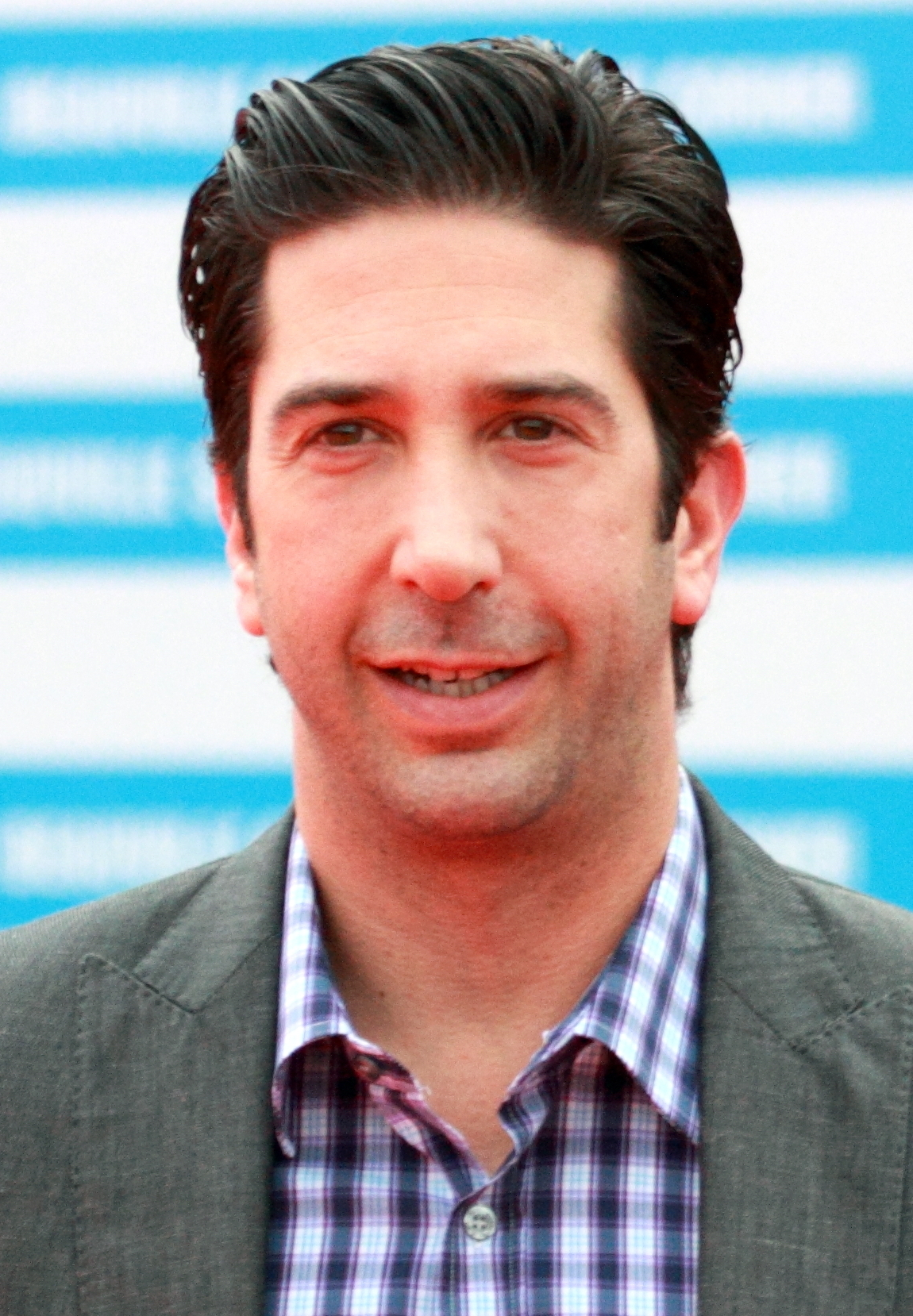
David Schwimmer al Festival del cinema americano di Deauville 2011

### Attore

#### Cinema
- L'ultimo attacco (Flight of the Intruder), regia di John Milius (1991)
- Oltre il ponte (Crossing the Bridge), regia di Mike Binder (1992)
- Un pezzo da 20 (Twenty Bucks), regia di Keva Rosenfeld (1993)
- The Waiter, regia di Doug Ellin (1993)
- Wolf - La belva è fuori (Wolf), regia di Mike Nichols (1994)
- Tre amici, un matrimonio e un funerale (The Pallbearer), regia di Matt Reeves (1996)
- Amore tra le righe (Kissing a Fool), regia di Doug Ellin (1998)
- Sei giorni, sette notti (Six Days Seven Nights), regia di Ivan Reitman (1998)
- L'allievo (Apt Pupil), regia di Bryan Singer (1998)
- The Thin Pink Line, regia di Joe Dietl, Michael Irpino (1998)
- È una pazzia (It's the Rage), regia di James D. Stern (1999)
- Love & Sex, regia di Valerie Breiman (2000) - non accreditato
- Ho solo fatto a pezzi mia moglie (Picking Up the Pieces), regia di Alfonso Arau (2000)
- Hotel, regia di Mike Figgis (2001)
- Il coraggio di cambiare (Duane Hopwood), regia di Matt Mulhern (2005)
- Big Nothing, regia di Jean-Baptiste Andrea (2006)
- Run Fatboy Run, regia di David Schwimmer (2007) - non accreditato
- Una sola verità (Nothing But the Truth), regia di Rod Lurie (2008)
- John Carter, regia di Andrew Stanton (2012) - cameo
- The Iceman, regia di Ariel Vromen (2012)
- Panama Papers (The Laundromat), regia di Steven Soderbergh (2019)
- Little Death, regia di Jack Begert (2024)

#### Televisione
- Quelli della pallottola spuntata (Police Squad!) – serie TV, episodio 1x01 (1982) – non accreditato
- A Deadly Silence, regia di John Patterson – film TV (1989)
- Blue Jeans (The Wonder Years) – serie TV, 4 episodi (1991-1992)
- L.A. Law - Avvocati a Los Angeles (L.A. Law) – serie TV, 5 episodi (1992-1993)
- NYPD - New York Police Department (NYPD Blue) – serie TV, 4 episodi (1993)
- Blossom - Le avventure di una teenager (Blossom) – serie TV, episodi 4x07-4x08 (1993)
- Monty – serie TV, 13 episodi (1994)
- Friends – serie TV, 236 episodi (1994-2004)
- The Single Guy – serie TV, episodio 1x06 (1995)
- Breast Men, regia di Lawrence O'Neil – film TV (1997)
- Da quando te ne sei andato (Since You've Been Gone), regia di David Schwimmer (1998) – film TV
- La rivolta (Uprising), regia di Jon Avnet – film TV (2001)
- Band of Brothers - Fratelli al fronte (Band of Brothers) – miniserie TV, puntate 01-04-10 (2001)
- Curb Your Enthusiasm – serie TV, episodi 4x05-4x07-4x10 (2004)
- 30 Rock – serie TV, episodio 2x05 (2007)
- Entourage – serie TV, episodio 6x04 (2009)
- Web Therapy – serie TV, 4 episodi (2012)
- Episodes – serie TV, episodio 4x05 (2015)
- American Crime Story – serie TV, 10 episodi (2016)
- Feed the Beast – serie TV, 10 episodi (2016)
- Will & Grace – serie TV, 7 episodi (2018-2019)
- Intelligence – serie TV, 13 episodi (2020-2023)
- Friends: The Reunion, regia di Ben Winston – special TV (2021)
- Extrapolations - Oltre il limite (Extrapolations) – serie TV, 1 episodio (2023)
- Piccoli brividi (Goosebumps) – serie TV, 8 episodi (2025)

### Doppiatore
- E.R. - Medici in prima linea – serie TV, 1 episodio (1996)
- Madagascar, regia di Eric Darnell, Tom McGrath (2005)
- Madagascar 2 (Madagascar: Escape 2 Africa), regia di Eric Darnell, Tom McGrath (2008)
- Buon Natale, Madagascar! (Merry Madagascar), regia di David Soren – cortometraggio (2009)
- Madagascar 3 - Ricercati in Europa (Madagascar 3: Europe's Most Wanted), regia di Eric Darnell (2012)

### Regista
- Da quando te ne sei andato (Since You've Been Gone) – film TV (1998)
- Friends – serie TV, 10 episodi (1999-2004)
- Americana – film TV (2004)
- Nevermind Nirvana – film TV (2004)
- Joey – serie TV, 2 episodi (2004-2005)
- New Car Smell – film TV (2005)
- Run, Fatboy, Run (2007)
- Little Britain Usa – serie TV, 6 episodi (2008)
- Trust (2010)
- Growing Up Fisher – serie TV, episodio 1x01 (2014)

## Doppiatori italiani
Nelle versioni in italiano delle opere in cui ha recitato, David Schwimmer è stato doppiato da:
- Simone Mori in Friends, L'allievo, Sei giorni sette notti, Band of Brothers - Fratelli al fronte, Curb Your Enthusiasm, The Iceman, Will & Grace, Panama Papers, Friends: The Reunion, Extrapolations - Oltre il limite
- Oreste Baldini in Amore tra le righe, La rivolta, Web Therapy
- Gaetano Varcasia in NYPD - New York Police Department, Tre amici, un matrimonio e un funerale
- Andrea Lavagnino in Entourage, American Crime Story
- Massimo De Ambrosis in Un pezzo da venti
- Fabrizio Manfredi in È una pazzia
- Vittorio Guerrieri in Ho solo fatto a pezzi mia moglie
- Fabio Boccanera ne Il coraggio di cambiare
- Pino Insegno in Da quanto te ne sei andato
- Paolo Vivio in 30 Rock
- Gianluca Iacono in Feed the Beast
- Patrizio Prata in Piccoli brividi

Da doppiatore è sostituito da:
- Roberto Gammino in Madagascar 2, Merry Madagascar, Madagascar 3 - Ricercati in Europa
- Gianni G. Galassi in E.R. - Medici in prima linea
- Fabio De Luigi in Madagascar